# Französische Badmintonmeisterschaft 1970
Die Französische Badmintonmeisterschaft 1970 fand in Toulouse statt. Es war die 21. Austragung der nationalen Titelkämpfe im Badminton in Frankreich.

## Titelträger
| Disziplin    | Sieger                            |
| ------------ | --------------------------------- |
| Herreneinzel | Christian Badou                   |
| Dameneinzel  | Viviane Beaugin                   |
| Herrendoppel | Christian Badou Alain Baquet      |
| Damendoppel  | Viviane Beaugin Dominique Vauclin |
| Mixed        | Christian Badou Viviane Beaugin   |